# 미카엘 그란룬드
미카엘 안테로 그란룬드(핀란드어: Mikael Antero Granlund, 1992년 2월 26일~)는 핀란드의 아이스하키 선수로 포지션은 센터이다. 현재 내셔널 하키 리그(NHL)의 산호세 샤크스 소속으로 뛰고 있다. 2008년에 자국 프로 리그인 SM-리가의 오울룬 캐르패트에서 프로 선수 생활을 시작했으며, 1년 후에 HIFK로 이적하여 3시즌 동안 팀의 핵심 선수로 활동했다. HIFK 소속 시절인 2010년에 NHL 드래프트에서 미네소타 와일드의 지명을 받았고, 2013년에 미네소타에 입단하면서 NHL 활동을 시작했다. 미네소타에서 7시즌 동안 활동한 후 2019년에 내슈빌 프레더터스로 이적하였고 2022년에 팀의 부주장이 되었다. 이후 2023년에 피츠버그 펭귄스를 거쳐 산호세 샤크스로 이적했다.
국제 대회에 핀란드팀의 일원으로 참가하였고, 2011년 세계 아이스하키 선수권 대회에서 팀의 우승에 기여하였다. 특히 이 대회 러시아와의 준결승전에 넣은 선제골이 화제가 되기도 했다. 이후 2014년 동계 올림픽에서 대표팀 동메달에 기여했으며, 2022년 세계 선수권 대회에서도 팀의 우승에 기여했다.

## 개인사
동생인 마르쿠스 그란룬드 또한 아이스하키 선수이다.